# 趙括 (春秋)
趙括（ちょう かつ、? - 紀元前583年）は、春秋時代の晋の卿で、趙氏の宗主。屏の地に封じられたことにより屏氏と呼ばれるようになった。屏括や屏季とも称される。
趙括は趙衰（趙成季）と趙姫のあいだの子として生まれた。紀元前607年、異母兄の趙盾が旄車の族を掌管することとなり、趙括は公族大夫となって、趙氏の故族を率いることとなった。
紀元前597年、晋軍が鄭の救援に向かうこととなり、趙括は中軍大夫となった。晋軍が敖・鄗の間に布陣すると、鄭の皇戌は楚軍を襲撃するよう晋軍に依頼してきた。慎重論を取る欒書に対して、先縠や趙括・趙同らは鄭の要請を受け入れて楚軍を討つよう求めたが、荀首や趙朔や士会らは強勢の楚と戦うのを避ける方針で固まり、和議の交渉がおこなわれた。しかし楚の楽伯や晋の魏錡らが戦いを挑発して、両軍は衝突した（邲の戦い）。
紀元前588年、趙括は卿となった。韓厥が新中軍となり、趙括がその佐となった。
紀元前586年、趙括と趙同は弟の趙嬰斉を斉に追放した。
紀元前585年、欒書が鄭を救援し、楚軍と繞角で遭遇すると、楚軍は撤退した。晋軍はついでに蔡に侵入した。楚の公子申と公子成が申・息の軍を率いて蔡を救援し、桑隧で晋軍を迎え撃とうとした。趙括と趙同は戦いを望んで欒書に申し出ると、欒書はこれを許可しようとした。荀首・士燮・韓厥がこれを諫め、晋軍は撤退することとなった。
紀元前583年、趙荘姫は趙嬰斉が追放された件を恨み、趙括と趙同が反乱を計画していると景公に讒言した。欒氏と郤氏もそれを裏づける証言をした。6月、趙括は趙同とともに討たれた。